# Ochsenherzkirsche
Die Ochsenherzkirsche auch Schwarzes Taubenherz oder Große schwarze Herzkirsche genannt ist eine Süßkirsche aus Deutschland. Sie gehört, entgegen der Namen, nicht zu den Herzkirschen, sondern zu den Knorpelkirschen.

## Herkunft
Sie ist eine sehr alte Sorte und galt fast als ausgestorben. Erstdatiert ist die Ochsenherzkirsche 1785, als sie von der Herrenhausener Baumschule als Zufallssämling entdeckt wurde. Mit Hilfe des Bielefelder Pomologen Hans-Joachim Bannier konnte sie in Todenmann, das heute als letztes Anbaugebiet der Sorte gilt, wieder aufgefunden und gerettet werden.

## Sorteneigenschaften

### Baum
Der Baum ist sehr starkwüchsig und kann bis zu 20 Meter hoch werden. Die Baumkrone kann bei alten Bäumen bis zu 80 Kubikmeter umfassen. Er trägt regelmäßig und ist nicht zu anspruchsvoll. Besonders zu empfehlen in geschützten Gärten und sonnigen Abhängen.

### Frucht
Die Frucht ist spitz, herzförmig, auf einer Seite gefurcht und etwas breiter. Die Haut ist glänzend schwarz, sehr fest. Der Stiel ist lang, dünn und fest aufsitzend.
Das Fruchtfleisch ist schwarz, rot und hat einen herzhaft, pikanten Geschmack. Der Stein ist breit, herzförmig unten mit einer Spitze. Sie reift in der dritten Kirschwoche.

### Bestäubung
Die Blütezeit ist spät. Die Ochsenherzkirsche braucht, da sie selbststeril ist, einen Befruchtungspartner. Geeignet ist vor allem die Große Schwarze Knorpelkirsche.